# Synallactes crucifera
Synallactes crucifera is een zeekomkommer uit de familie Synallactidae.
De wetenschappelijke naam van de soort werd in 1898 gepubliceerd door Rémy Perrier.